# Miss Haiti
Miss Haiti è un concorso di bellezza femminile che si tiene annualmente ad Haiti, e dal quale vengono selezionate le rappresentanti locali per i concorsi di bellezza internazionali, come Miss Mondo, Miss Universo, Miss International, World Tourism Queen o Miss Terra.

## Albo d'oro
| Anno | Miss Universo          | Miss Mondo             | Miss International | Miss Terra    | Miss World Tourism                        |
| ---- | ---------------------- | ---------------------- | ------------------ | ------------- | ----------------------------------------- |
| 1962 | Evelyn Miot            |                        |                    |               |                                           |
| 1968 | Claudie Paquin         |                        |                    |               |                                           |
| 1975 | Gerthie David          | Joelle Apollon         |                    |               |                                           |
| 1977 | Françoise Elie         |                        |                    |               |                                           |
| 1985 | Arielle Jeanty         |                        |                    |               |                                           |
| 1989 | Glaphyra Jean-Louis    |                        |                    |               | Glaphyra Jean-Louis (First Lady of Honor) |
| 2005 |                        |                        |                    | Channa Cius   |                                           |
| 2006 |                        |                        |                    | Melan Georges |                                           |
| 2010 | Sarodj Bertin Durocher | Sarodj Bertin Durocher |                    |               |                                           |
| 2011 | Anedie Azael           |                        |                    |               |                                           |